# منتزه سبرينغبروك الوطني
منتزه سبرينغبروك الوطني هو متنزه حكومي وطني يقع في المناطق النائية لغولد كوست في كوينزلاند، أستراليا. يقع المنتزه الذي تبلغ مساحته 6197 هكتارًا (15310 فدانًا) في سلسلة جبال ماكفرسون، بالقرب من سبرينغبروك، على بعد حوالي 100 كيلومتر (62 ميلًا) جنوب بريزبان. يعد المنتزه جزءًا من مجموعة البركان الدرعي the Shield Volcano Group التابعة لغابات غندوانا المطيرة الأسترالية المدرجة ضمن قائمة التراث العالمي لليونسكو.
في ديسمبر 1994، قامت لجنة التراث العالمي التابعة لليونسكو رسميًا بتوسيع المنطقة المعروفة الآن باسم غابات غندوانا المطيرة في أستراليا، وهي منطقة تراث عالمي على الحافة الخلابة (بما في ذلك منتزه ماين رانغ الوطني، وجبل بارني، ومتنزهات لامينغتون، وسبرينغبروك الوطنية، ومحمية غابة جومبورا) ومحمية غابات غومبورا. الغابات المطيرة في شمال نيو ساوث ويلز. وفي عام 2007،أُضيفت مناطق غابات غندوانا المطيرة في أستراليا إلى قائمة التراث الوطني الأسترالي. يعد المنتزه جزءًا من منطقة الطيور المهمة ذات المناظر الطبيعية الخلابة، والتي حُددت على هذا النحو من قبل جمعية الطيور العالمية نظرًا لأهميتها في الحفاظ على العديد من أنواع الطيور المهددة بالانقراض.
في عام 2009، ضمن جزء من احتفالات كيو 15 Q150، أُعلن عن أن منتزه سبرينغبروك الوطني واحد من أيقونات كيو 150 في كوينزلاند لدوره "كونهُ معلم جذب طبيعي".
كان المنتزه موقعًا لاكتشاف نوع من الأشجار شبه الاستوائية النادرة Euryphia jinksii.